# Alberto Toril (ur. 1973)
José Alberto Toril Rodríguez (ur. 7 lipca 1973 w Peñarroya-Pueblonuevo) – hiszpański trener piłkarski i piłkarz występujący na pozycji pomocnika. Były młodzieżowy reprezentant Hiszpanii.
Wychowanek Realu Madryt, w swojej karierze grał również w Celcie Vigo, RCD Espanyolu, CF Extremadurze, Albacete Balompié, Racingu Ferrol i CD Numancii. Jako trener najbardziej znany jest z prowadzenia drugiej drużyny Realu (2011–2013) i Elche CF (2016–2017).

## Statystyki kariery
| Klub              | Sezon   | Rozgrywki          | Mecze | Bramki |
| ----------------- | ------- | ------------------ | ----- | ------ |
| Real Madryt B     | 1990/91 | Segunda División B | 1     | 0      |
| Real Madryt B     | 1991/92 | Segunda División   | 16    | 4      |
| Real Madryt       | 1992/93 | Primera División   | 2     | 0      |
| Real Madryt B     | 1992/93 | Segunda División   | 9     | 2      |
| Real Madryt B     | 1993/94 | Segunda División   | 19    | 2      |
| Real Madryt       | 1993/94 | Primera División   | 0     | 0      |
| Celta Vigo        | 1994/95 | Primera División   | 9     | 0      |
| RCD Espanyol      | 1995/96 | Primera División   | 17    | 0      |
| RCD Espanyol      | 1996/97 | Primera División   | 0     | 0      |
| CF Extremadura    | 1997/98 | Segunda División   | 41    | 3      |
| CF Extremadura    | 1998/99 | Primera División   | 16    | 2      |
| CF Extremadura    | 1999/00 | Segunda División   | 17    | 0      |
| Albacete Balompié | 2000/01 | Segunda División   | 13    | 1      |
| Albacete Balompié | 2001/02 | Segunda División   | 31    | 6      |
| Racing de Ferol   | 2002/03 | Segunda División   | 22    | 2      |
| CD Numancia       | 2003/04 | Segunda División   | 8     | 0      |